# Siebleber Teich
Der Siebleber Teich ist ein künstlich angelegtes Staubecken in einer Niederung (Siebleber Senke) wenige hundert Meter nördlich des Seebergs bei Gotha, zwischen den Ortschaften Siebleben im Nordwesten, Tüttleben im Nordosten und Seebergen im Südosten. Er liegt in einer Höhe von etwa 275 m und hat eine Tiefe von etwa 1,50 m, leicht schwankend entsprechend der Menge des Wasserzulaufs. Der Teich ist eine der Sehenswürdigkeiten auf und am Seeberg bei Gotha und ist der Kern des gleichnamigen, etwa 28 ha großen Naturschutzgebietes. Der Teich ist zudem Teil des FFH-Gebietes Seeberg-Siebleber Teich mit der Nummer 054.

## Geschichte

### Anfänge und erste Grabungen
Aus geschichtlichen Unterlagen ist zu entnehmen, dass das Siebleber Ried mit dem heutigen Teichgelände der Rest eines eiszeitlichen Sees darstellt, der von etwa 7.300 bis 3.800 v. Chr. seine größte Ausdehnung hatte.
Zur Schaffung fruchtbaren Geländes wurde das Gebiet über den Rot-Bach entwässert, der über Cobstädt im Osten weiter nach Wandersleben fließt und dort in die Apfelstädt mündet. Hierzu erging durch das Gothaer Stadtparlament Ende des 17. Jahrhunderts unter Androhung einer Strafe von zehn Reichstalern bei Nichtbefolgung der Befehl an die Gemeinden Tüttleben und Cobstädt, ihre Gräben zu öffnen, damit das Wasser aus dem Ried abfließen kann. Die herzogliche Anordnung hierzu datiert vom 23. September 1697. Nach harten Verhandlungen mit der herzoglichen Regierung erhielten die Gemeinde Siebleben und das benachbarte Gut Mönchhof am 22. Juni 1709 für das Ried das Triftrecht. Erst am 14. Mai 1717 lag der erste Entwurf für den Teichbau vor, und im Juni wurde mit dem Aushub anstelle der größeren spätglazialen Wasserfläche begonnen. Das Gelände wurde quadratisch abgesteckt mit Seitenlängen von 1000 Schuh (1 Weimarischer Schuh = 28,198 cm). Das ergab eine geplante Wasserfläche von 280.000 m².

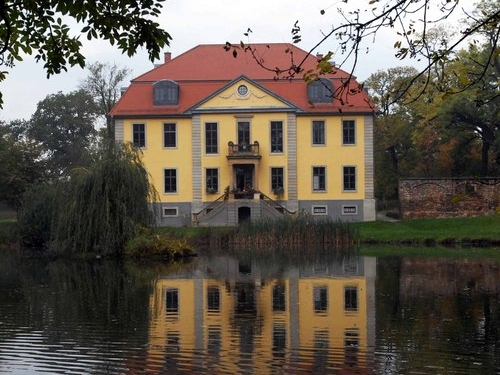
Schloss Mönchhof mit Park in Gotha-Siebleben

Der Aushub diente zur Errichtung breiter Umfassungsdämme im Süden, Osten und Norden, die allerdings niedriger waren als die heutigen. Der Teich sollte ein herzoglicher Fischteich werden, einer von vielen.
Zum Einsatz kamen dabei 120 Milizsoldaten unter dem Kommando und der Aufsicht eines Hauptmanns und eines Fähnrichs. Diese bewegten 70 Schubkarren, 20 Grabscheide, 20 Schaufeln und 20 Hauen (Hacken). Die Einquartierung erfolgte in Siebleben, für den Schutz vor schlechtem Wetter wurde eine Bretterbude aufgeschlagen, täglich wurden Bier und Brot sowie zwei Mahlzeiten gebracht. Als Zusatzsold erhielten die Soldaten 9 Pfennige, 1 Kanne (= 1,82 Liter) Bier pro Tag und einmal monatlich 2 Klafter Floßholz.
Hinzu kam durch herzoglichen Erlass eine Vergütung von 3 Groschen pro abgearbeiteter (Wald-)Rute (= 4,51 m). Da vermutlich am (falschen) westlichen Ende mit der Grabung begonnen wurde, gab es Probleme mit dem von dort kommenden Wasserzufluss aus Rot, Girrbach (siehe Geierslache (heutiger Name)), das Riedwasser selbst und andere Quellen aus dem Seeberg, z. B. die Iffland-Quelle.
Der Girrbach führte sein Wasser damals noch bis in die Mitte des Teiches, vermutlich über die ehedem gebräuchlichen Holz- oder Tonrinnen.

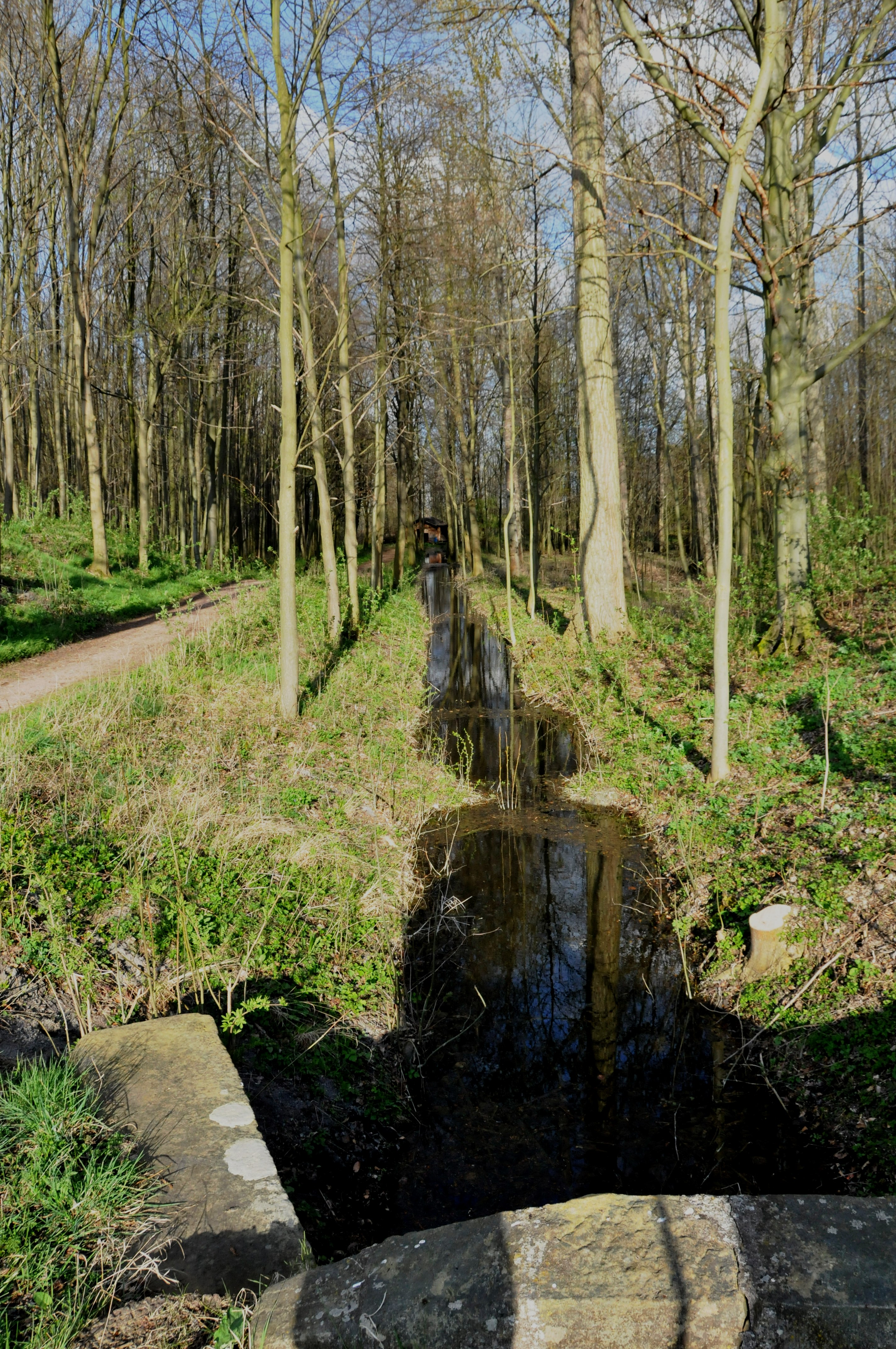
Abfluss im Ostdeich

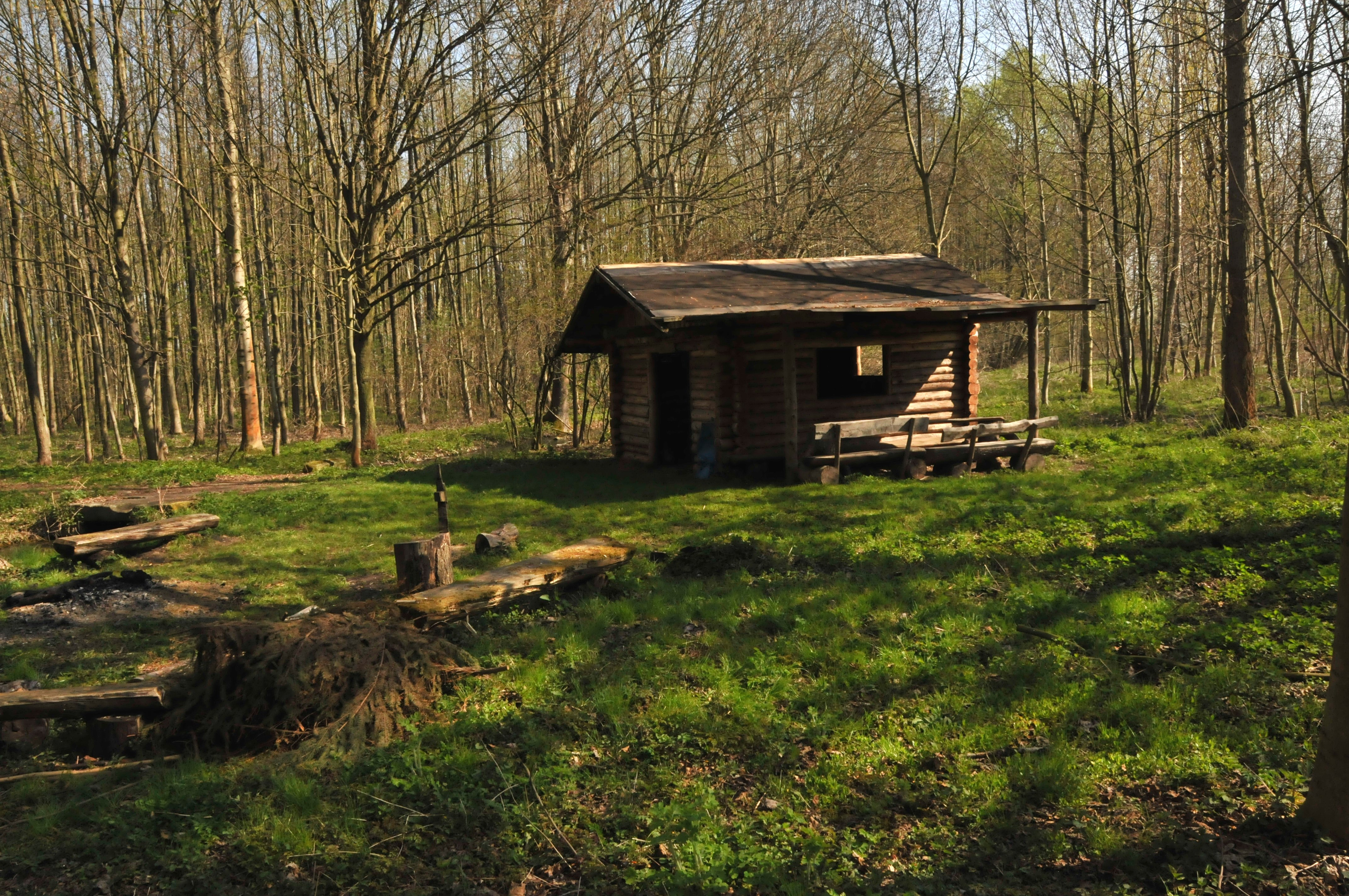
Blockhütte „Teichschenke“

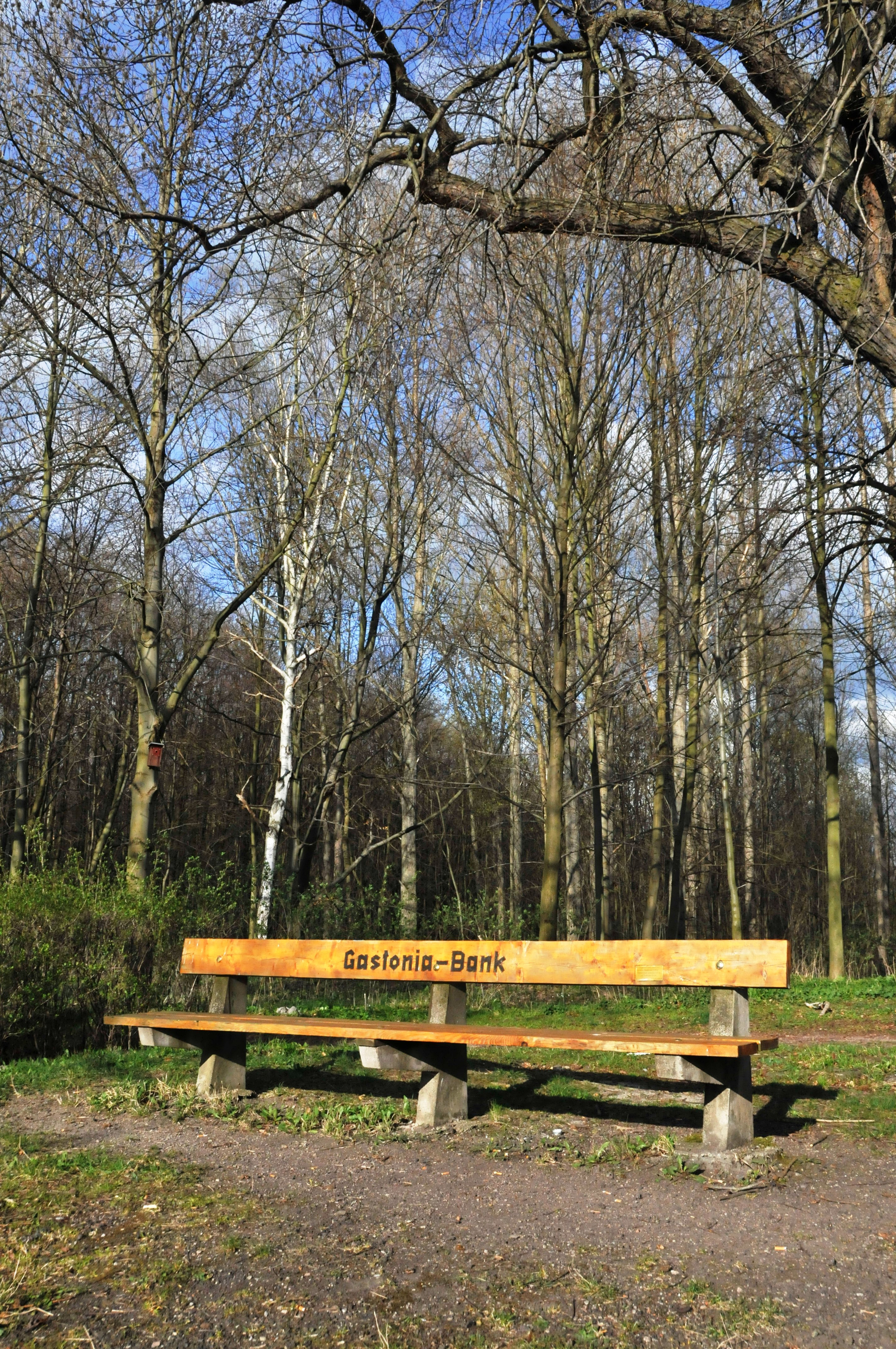
„Gastonia“-Sitzbank

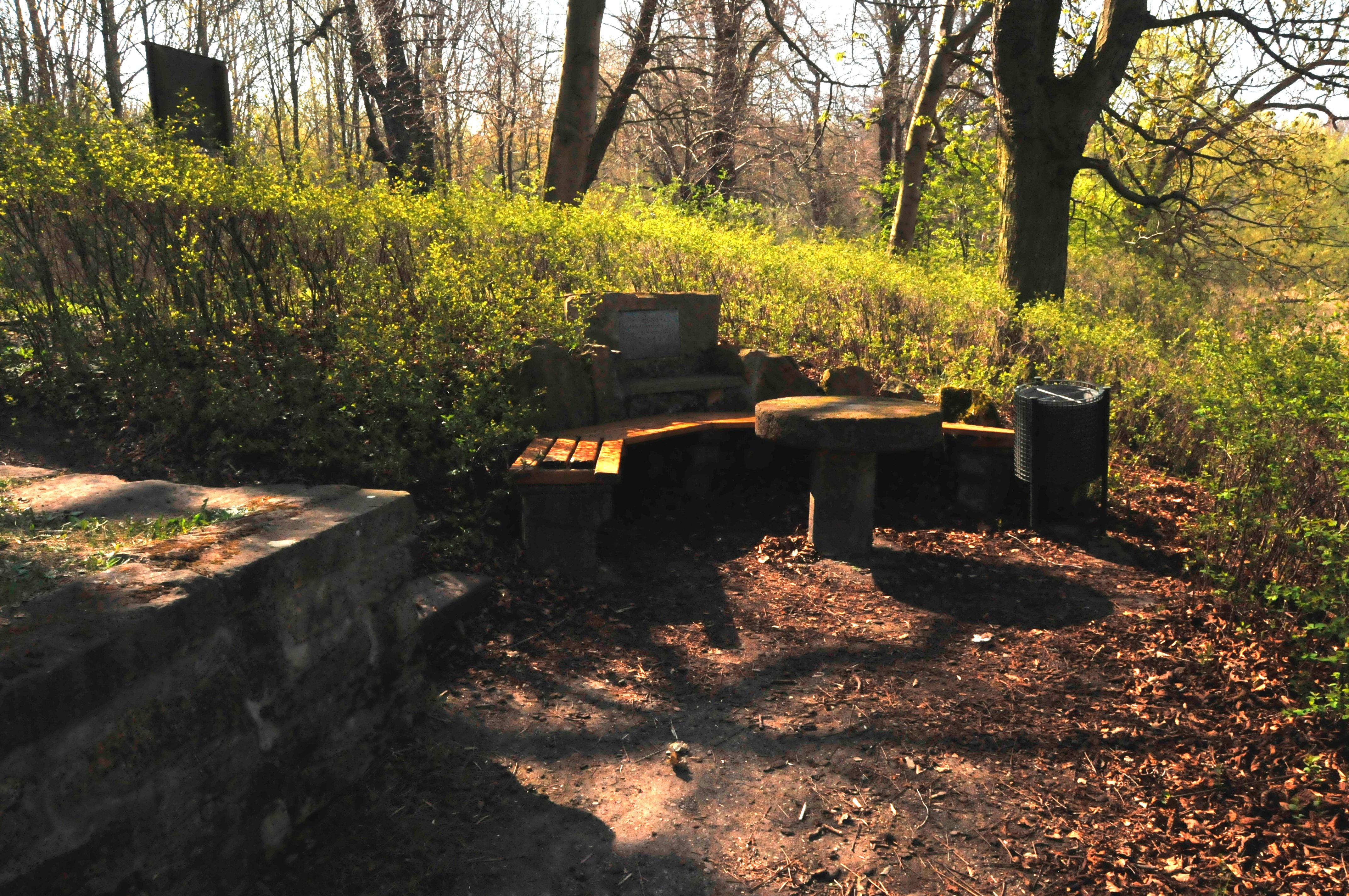
Sitzgruppe mit einer Gedenktafel an Hermann Löns

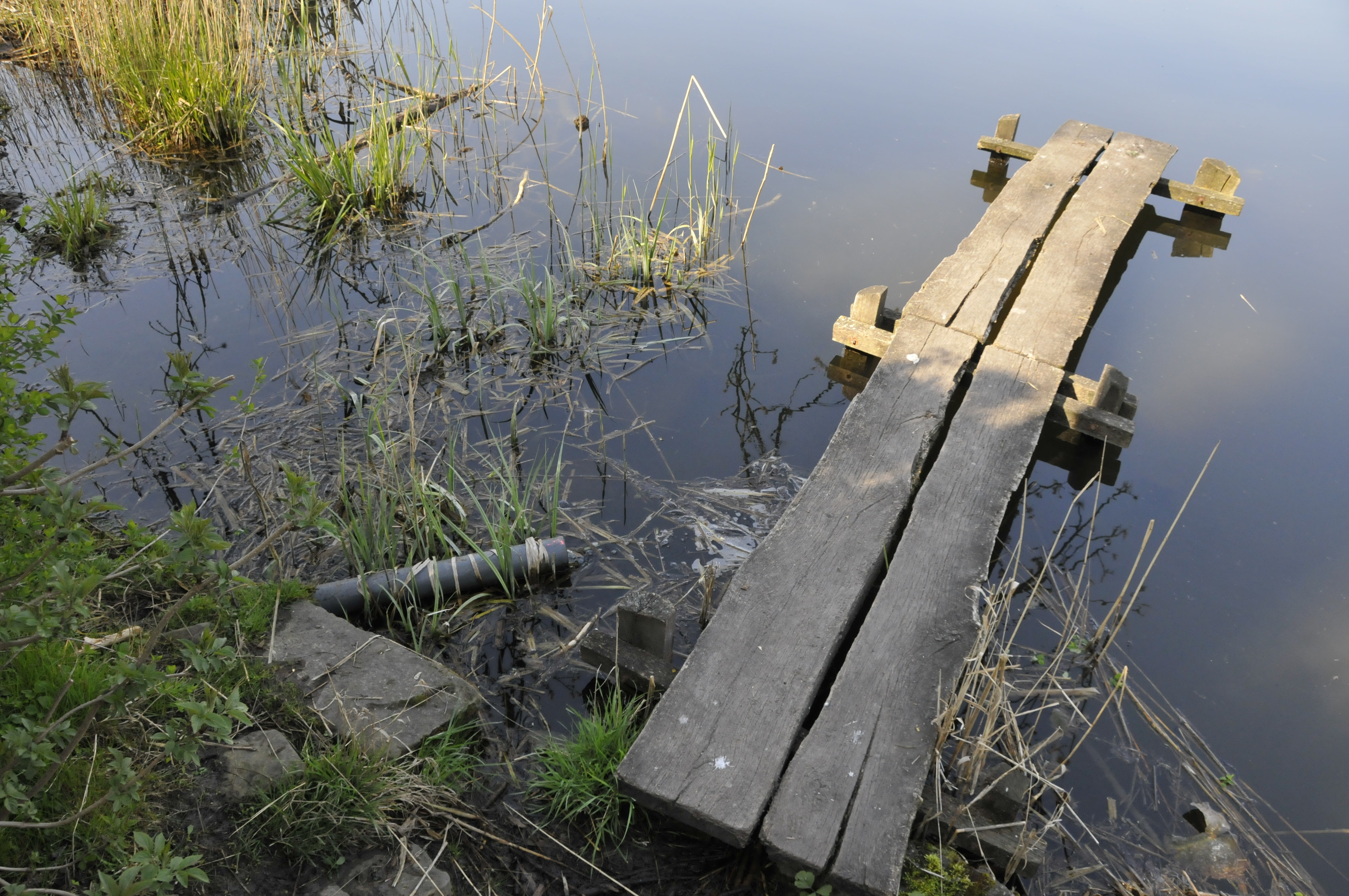
Bootssteg mit der Einleitung aus der Geierslache über ein Rohr

### Ab September 1717 bis September 1719
Im September 1717 wird verfügt, dass der Teich an seiner Ostseite, der tiefsten Stelle, wo auch ein künstlicher Abfluss gebaut war, im Winter eine Mindesttiefe von 0,28 cm haben müsse, damit die Fische überleben können. Wie sich später zeigen sollte, war dies zu wenig. Zudem sollten zwei Entwässerungsrinnen aus starken Holzstämmen eingerichtet werden. Die Rinne in der Mitte des Ostdammes ist der damalige und heutige Ablauf. Die andere Rinne in der Südostecke bildet den heutigen Zulauf aus der Geierslache (Fließrichtungsumkehr durch Geländebaumaßnahmen!). Weiterhin sollte bei starken Niederschlägen das Wasser an den Abflüssen reguliert und mehrere Fischgräben hergerichtet werden, um die Fische aus den Wasserlöchern einfangen und in einen sicheren Winterverbleib bringen zu können.
Anfang 1718 waren die Arbeiten vorerst abgeschlossen. Ein Teil des Rot-Wassers speiste den Teich sowie die Geierslache.
Mitte Juni 1719 wurden die Arbeiten mit 77 Tagelöhnern wieder aufgenommen und am 22. September 1719 beendet.

### Teichgestaltung und wirtschaftliche Bedeutung
Der erste Fischbesatz wurde 1718 vorgenommen, der Teich jedoch wegen des schlechten und seichten Wassers über Winter wieder abgelassen und der Fischbesatz in 1719 erneut getätigt, mit Karpfen, Hechten, Schleien, Barschen und Weißfischen.
1723 wurden die Dämme mit Weiden aus Tonna und Erlen aus den Niederlanden und Ichtershausen bepflanzt.
1724 kamen 242 Lindenstämme auf dem Ostdamm hinzu, die heute zum Teil noch stehen, somit über 280 Jahre alt sind. 1733 musste der Teich auf herzogliche Anordnung mit Sensen unter Wasser von Binsen und Röhricht gereinigt werden. Immer wieder wurde auch die Rot gereinigt (’’Rotfege’’). Schon 1739 ersetzte man die Erlen durch Buschwerk.
Von 1722 bis 1733 wurden drei Fischzüge vorgenommen. Insgesamt fischte man dabei etwa 7500 kg Karpfen, 800 kg Hechte, 300 kg Weißfische und 150 kg übrige Fische (Schleien, Aale, Barsche, Karauschen). Das Fangergebnis ging komplett an die Hofküche, mit Ausnahme der Karpfen. Ein Teil wurde in die Stadtgräben gesetzt, der Rest verkauft. Bis 1842 konnte man den Ertrag auf mehr als 42.000 kg beziffern. Umgerechnet sind das durchschnittlich 350 kg Fisch pro Jahr von 1722 bis 1842. Diese schlechten Ergebnisse hatten verschiedene Ursachen, wie z. B. Totalverluste in den Wintern 1754/55 und 1779/80, Austrocknung durch extreme Sommer, Trockenlegungen, Teicharbeiten, undichte Dämme, Nahrungsmangel, Ausspülung beim Hochwasser, Fischsterben in vier Jahren, Verschlammung, Wildwuchs und Zerstörung des Ablaufs. Alles in allem ist man nicht in der Lage gewesen, das Rohr wirksam zurückzudrängen oder weiteres Ausdehnen zu vermeiden und dem Teich eine Wassertiefe zu geben, die die Fische zur Vermehrung und zum Überleben im Winter brauchten.
Der geringe Rohertrag von etwa über 80 Gulden veranlasste die Eigentümer 1734 zu Planungen, den Teich für ein paar Jahre trockenzulegen, um darin Getreide und Früchte anzubauen. Die Pläne wurden allerdings nicht umgesetzt.
Die Fischwirtschaft wurde wieder aufgenommen und, mit Unterbrechungen, bis 1842 betrieben und nochmals von 1917 bis 1923. Die größte nachgewiesene Fischernte datiert in das Jahr 1738: Es wurden über 300 kg Hechte, ca. 2,5 to Karpfen, 25 kg Barsche und 650 kg Weißfisch gefangen. Danach verringerte sich die Ernte ständig, bedingt durch die bereits erwähnten Ursachen.
Bereits 1760 machte sich die zunehmende Verlandung bemerkbar. Wegen des Überzugs aus Unrat und anderem Bewuchs war der Teich für die Fischzucht nicht mehr geeignet. Die Fläche wurde parzellenweise an die Bürger zur Krautbepflanzung verpachtet. Die Dämme wurden mit Getreide besät und mit Weiden bepflanzt. Die geernteten Weideruten wurden an die Korbflechter von Schönau vor dem Walde verkauft, die jedoch im Laufe der Zeit nicht zahlen konnten. Die Landwirte konnten auch nicht mehr alle Beete bearbeiten, und der Rest stand seit Jahren unter Wasser. Somit erfolgte 1773 eine komplette Entschlammung des Teichs mit dem Anlegen einer Teichinsel aus dem Schlammmaterial. Das gesamte Gebiet musste ob der Wassermassen aus dem Ried neu entwässert werden. Es wurden Gräben im Süden und Osten (heute der in Richtung Schutzhütte, siehe Bild oben) des Teichs gezogen und die Dämme erhöht. Allerdings konnten alle Maßnahmen nicht bewirken, das Ried auszutrocknen. Nachdem 1807 geplant war, die Rot weiter zu vertiefen, um durch erhöhte Abflussgeschwindigkeit den Schlamm aus dem Teich zu ziehen, sorgte wohl das Hochwasser von 1808 für die notwendige Überzeugung, lange geforderte Maßnahmen zu ergreifen. Durch das Hochwasser standen große Teile südlich und südöstlich von Siebleben und Tüttleben unter Wasser, der Siebleber Teich, der übrigens erst zu dieser Zeit (1811) den heutigen Namen erhielt, lief über, und die Fische schwammen im Ried.
1842 wurde der Ertrag durch den Fischfang so gering, dass man erneut eine komplette Trockenlegung durchführte. Mehrere Gräben im Westen und Osten wurden gezogen, für Fasane ließ man nördlich und südlich noch ein paar Schilfreste stehen. Er wurde mit Kohl bepflanzt, um das Schilf einzudämmen, aber auch diese Trockenlegung drängte das Schilf nicht genügend zurück, so dass es wenigstens in der Mitte des Teiches vom Floß her abgestochen werden musste. Das Interesse an Fisch- und Forstwirtschaft am Teich verringerte sich, mit Einrichtung einer Fasanerie im Mönchshof setzte man auch auf dem Teich weitere Fasane und Enten aus. Von da an gab es ein erhöhtes Interesse an der Jagd in diesem Gebiet, dennoch wurde die Geflügelzucht wegen unwirtschaftlicher Jagdergebnisse wieder eingestellt.
Die Forstwirtschaft hatte im Gegensatz zur Fischwirtschaft keine kurzfristigen Erträge zu erwarten, man musste erst kostenintensiv investieren. Nach und nach jedoch wurde der Schwerpunkt der Bewirtschaftung von der Fisch- zur Forstwirtschaft verlagert. Über nennenswerte Erträge des Forstes liegen jedoch keine Aufzeichnungen vor.
Von Bedeutung ist auch das Vorkommen des Moorfrosches. Schilfröhricht- und Armleuchteralgengesellschaften sind aus floristischer Sicht anzumerken. Das Gewässer wird heute mit Wasser versorgt über ein Rohrsystem der Geierslache. Eine Einspeisung von Wasser aus einem Vorfluter der Rot, wie auf einer Infotafel am Teich vermerkt, findet nicht statt. Dazu liegt die Rot mit ihrem Wasserspiegel zu tief.
In der Mitte des Ostdeiches wurde 1773 nach einem Vorgängerbau ein Teich- oder Fischhaus neu errichtet, 1794 repariert, das aber heute nicht mehr erhalten ist. Hier auf den gut befestigten und gesicherten Grundmauern wurde im Beisein der Bürgermeisterin der Partnerstadt Gastonia und ihrer Delegation am 2. Mai 2004 eine Sitzbank übergeben und eingeweiht.
Gleich daneben ist eine Sitzgruppe mit einer steinernen Gedenktafel an Hermann Löns mit einem seiner Verse: Laß Deine Augen offen sein, geschlossen Deinen Mund und wandle still, so werden Dir geheime Dinge kund.
Heute ist das Gebiet des Siebleber Teichs ein Naturschutzgebiet mit einer Fläche von 27,33 ha.

## Der Streit um Teich und Ried zwischen dem Herzog, der Stadt Gotha und der Gemeinde Siebleben

### 1717 bis 1874
Lange Zeit waren die Eigentums- und Nutzungsrechte sowie die Kosten- und Nutzenverteilung am Siebleber Ried und Teich ungeklärt oder die bestehenden Vereinbarungen wurden nicht respektiert und in Abrede gestellt. Im Wesentlichen verlief der Streit zwischen der Herzoglichen Kammer in Gotha, dem Gothaer Stadtrat und den Gemeinden Siebleben und Tüttleben.
Nachdem der Teich zu Beginn des 18. Jahrhunderts entstanden war, ist man sich bis 1777/79 und 1798 nur darin einig gewesen, dass der Gothaer Stadtrat und die Gemeinde Siebleben ein gemeinsames Nutzungs- und Verwaltungsrecht haben. Mehrmals wurden die Schultheiße der beiden Gemeinden und der Stadtrat ins Schloss Friedenstein zu Verhandlungen bestellt. Die Unzufriedenheit Sieblebens über die Verhandlungsergebnisse spiegeln sich in einem Forderungskatalog wider, den man übergab an „Von Gottes Gnaden Friedrich der 1. Herzog zu Sachsen, Jülich, Cleve, Berg, auch Egern und Westfalen“ (Friedrich III.).
Hierin wurde verlangt
- keine neuen Frondienste (Grabenausheben und Rot-Fege)
- kein Entzug der Geierslacher Quelle
- keine Rechte an fürstliche Bedienstete zu Lasten der Gemeinde
- bringt der Teich nicht die erhofften Ergebnisse, so geht der Platz ohne Kostenersatz an die Gemeinde zurück
- wird der Teich in Zukunft beim Herzog „unbeliebt“, so gilt das Gleiche

Besonders hingewiesen wurde darauf, dass die Gemeinde durch Vergrößerung des Teichgebietes 60 Acker opfern musste.
Obwohl der Herzog ob der mangelnden Untertänigkeit erbost war, wurde den Forderungen weitgehend zugestimmt. Da die Zustimmung jedoch nicht verbrieft wurde – man hatte sich auf das herzogliche Wort verlassen –, kam es später zu zahlreichen unliebsamen Auseinandersetzungen. So erließ die herzogliche Kammer am 25. April 1722 eine Anweisung, obwohl Siebleben das volle Triftrecht über die Dämme hatte, die den Siebleber Hirten unter Androhung von Strafe und Schadenersatz das Betreiben der Dämme mit Vieh verbot. Daran wurde 1739 nochmals erinnert. Bis 1811 dauerte die bürokratische Dauerfehde zwischen der herzoglichen Kammer und der Gemeinde, wobei die Kammer alle Ergebnisse der letzten 95 Jahre missachtete und sich als alleinige Besitzerin des Teiches ansah. Eine Denkschrift des Stadtrates vom 12. März 1819, in der die Trockenlegung des Teiches und dessen Rückbau wegen Unrentabilität angeregt wurde, blieb unbeantwortet. Erst nach 114 Jahren ständigen Hin und Hers, 1822, unterzeichnete die Kammer eine Vereinbarung „für ewige Zeiten“, mit dem Inhalt:
- Teich und Dämme bleiben Eigentum des Herzogs
- der Herzog verzichtet auf das Riedtriftrecht
- Siebleben erhält das Ried
- Siebleben verzichtet auf das Teichgelände

Neun Jahre später kaufte Siebleben der Stadt Gotha den noch verbleibenden Teil des Rieds für 16.000 Reichstaler ab. 1852 genehmigte die herzogliche Kammer die Verpachtung des Schilfs an die Jagdpächter. 1866 bis 1872 wurde der Rot-Bach reguliert, 1880 wurden Fasane im Teichgelände ausgesetzt, und 1874 bildeten Siebleben, Tüttleben, Cobstädt und Seebergen eine Rot-Genossenschaft.

### 1874 bis heute
1905 erfolgte eine Domänenteilung, durch die das Herzogliche Gesamthaus die Teichfläche mit 14,5 ha erhält und der Staat die Dämme (8,2 ha). 1912 ging auch der Teich an den Staat, der es für das 25-fache des bei der Teilung angenommenen Jahresertrags kaufte (4.500 Mark).
Im Zuge der Eigentumsveränderungen kam ein bisher nicht benannter Aspekt ins Rampenlicht: Der Naturschutz. Der Schutz von Flora und Fauna spielte bislang keine Rolle, nur wirtschaftliche Interessen bestimmten das Schicksal des Teiches. So wurde auch der neuerdings ins Gespräch gebrachte Naturschutz ob seines Nutzens argwöhnisch betrachtet, bis Forstrat von Blücher in der Landtagssitzung am 23. März 1912 eindeutig klarmachte, dass der Teich zur Pflege des Landschaftsbildes und zum Nutzen der Vögel zu erhalten sei. Die veranschlagten Kosten von 1.500 bis 2.000 Mark sowie der Kaufpreis wurden dem Forstfond entnommen und die Teichfläche zur weiteren Jagdnutzung an das Hofjagdamt verpachtet. Man dachte an zusätzliche Erlöse durch den Verkauf von Schilf in schilfreichen Jahren. Wege, Brücken und Seitengräben (Flutgräben) wurden verbessert, an der Südseite der Lindenallee wurde eine drei Meter breite Betonbrücke gebaut. Der Ostdamm erhielt 100 Alleebäume.
Mit Beginn des Ersten Weltkriegs endeten die Renovierungsarbeiten; Seebergen sollte nur noch Notstandsarbeiten verrichten, und das mit leeren Kassen. Am 13. Oktober 1914 stellte das Staatsministerium seine Mittellosigkeit fest und erklärte, dass für Verschönerungen des Landschaftsbildes keine Zeit sei. Der Direktor der Reyher-Schule, Karl Kohlstock, vermerkte in Heft 16 seiner „Entdeckungsreisen in der Heimat“, der Teich würde durch die Rot gespeist, irrte jedoch: die Rot liegt tiefer als der Teich. Im Zuge einer „großen Arbeitsbeschaffungsaktion“ in den Jahren 1932/33 erinnerte man sich wieder an den Teich. So sollte die Teichfläche von 1,4 ha auf 7 ha erweitert werden. Es geschah jedoch nichts. Lediglich die Rot-Genossenschaft verrichtete ihre Pflichten. Das hatte allerdings keinen Einfluss auf den Teich, sondern nur noch auf die Teichwiesen und das Ried. Allerdings hatten die Rot-Fegen einen ungünstigen Einfluss auf den Teich, da hierdurch der Grundwasserspiegel sank.
Obwohl Siebleben bereits seit 1922 eingemeindet war, stellte Gotha 1940 an das Land Thüringen einen erneuten Antrag zur Übernahme des Siebleber Teichs im Austausch gegen Grundbesitz am Kleinen Seeberg sowie das Ratsholz der Stadt Gotha. Gotha war mehr und mehr daran interessiert, das Stadtbild durch stehende und fließende Gewässer zu beleben und zu verschönern sowie der Erholung der Einwohner etwas Gutes zu tun. Aus gleichem Grund wurde auch der Mönchshof mit seinen Teichen erworben.
Seit 1967 ist der Teich Naturschutzgebiet. Sitzgelegenheiten und eine Blockhütte laden heute zum Verweilen ein, um die Schönheit der Natur mit Flora und Fauna zu beobachten und Ruhe zu finden. Einige Naturliebhaber (so u. a. der Verfasser des Buches Der Siebleber Teich, das als Quelle für diesen Artikel gedient hat) kämpfen immer noch „mit Händen und Füßen“ gegen die drohende Verlandung.

## Naturschutzgebiet
Wie schon erwähnt, beschäftigte man sich erst zu Beginn des 20. Jahrhunderts (1912) mit den Zielsetzungen des Naturschutzes. Aber es sollte noch 35 Jahre dauern, bis die ersten Bemühungen zur Ausweisung des Seebergs und des Siebleber Teichs als Naturschutzgebiet zu erkennen waren. Zwischenzeitlich, sozusagen in Vorbereitung dessen, trat in den 1940er Jahren der Siebleber Naturbeobachter und Naturschützer Lothar Ritter mit einer großen Anzahl von Tierfotos an die Öffentlichkeit. Damals kümmerten sich um den Naturschutz der Revierförster, der Jagdpächter, die Jagdaufseher und die Jäger. Für die Durchsetzung des Naturschutzes, soweit definiert, war der Kreisnaturschutzbeauftragte zuständig. Dieser stellte am 4. Dezember 1947 einen Antrag, den Seeberg und den Siebleber Teich als Landschaftsschutzgebiet zu erklären, als erstes im Gebiet der Stadt Gotha.
Eine Entscheidung hierüber wurde jedoch erst 20 Jahre später, am 11. September 1967, durch den Beschluss des Landwirtschaftsrates der damaligen DDR herbeigeführt: Das Gebiet des Siebleber Teichs wurde zum Naturschutzgebiet erklärt und damit unter Schutz gestellt. Schon ein Jahr später wurde der Istzustand der Naherholungsgebiete Seeberg und Siebleber Teich festgestellt, weil man erkannt hatte, dass die „Erholungslandschaften … so kostbar wie Bodenschätze sind“.
Vielfältig sind die gesetzlichen Grundlagen für den Naturschutz in Thüringen, die auch auf den Siebleber Teich Anwendung finden:
- Thüringer Gesetz über Naturschutz und Landschaftspflege (ThürNatG) vom 29. April 1999
- Gesetz zur Erhaltung, zum Schutz und zur Bewirtschaftung des Waldes und zur Förderung der Forstwirtschaft (ThürWaldG) vom 26. Februar 2004
- Thüringer Jagdgesetz (ThürJG) vom 26. Februar 2004

Alle Gesetze verpflichten die Naturschutzbehörden, die Wald- und Forstwirtschaft sowie die Jägerei zur Einhaltung der Vorschriften zum Erhalt der natürlichen Lebensgrundlagen des Menschen.

### Tierwelt
Die starke Verlandung sowie Frischwassermangel und Eingriffe von Menschenhand, aber auch Raubtiere (Wildschweine, Füchse) und Greifvögel (Rohrweihe, Kolkrabe, Rotmilane, Bussarde) sind die Hauptursachen für die Abnahme des Bestandes an Wasservögeln am Siebleber Teich. Hinzu kommen Hunde und Katzen als Feinde der Vogelwelt. Da jedoch Greifvögel und ihre Beute unter Schutz stehen, dürfen sie nicht gejagt werden.
Um brütende Vögel zu schützen, gibt es Pläne zur Anlage eines etwa 10 Meter breiten Vogelschutzstreifens am Übergang Wasserfläche–Schilf, der von einem 2 Meter breiten Wassergraben umgeben ist und in der Hauptbrutzeit von Anfang April bis Ende Juli zusätzlich von einem Elektroweidezaun umgeben ist, um Raubtiere, Menschen, Hunde und Katzen fernzuhalten.
Naturschützer fordern zudem die strikte Einhaltung der Leinenpflicht für Hunde, um Gefahren für die Vogelbrut und abgelegte Rehkitze fernzuhalten, aber auch zum Schutz des Hundes, der beim Zusammentreffen mit Wildschweinen meist der Unterlegene ist.
Während früher 128 verschiedene Vogelarten im Teichgebiet gezählt werden konnten, wovon 62 als Brutvögel und 12 Arten als brutverdächtig eingestuft wurden, kam man in den Jahren 2001 bis 2003 nur noch auf 37 Brutvogelarten. Als besondere Sehenswürdigkeit gilt die Rückkehr und Flugreisepause der Staren im März, die zu Tausenden zum Teich kommen, sich paaren und zu ihren Brutplätzen nach Norden weiterfliegen. Im Herbst kommen sie zurück, pausieren und fliegen nach Süden weiter.

### Forst- und Fischwirtschaft
Nachdem der Staat das Gelände des Siebleber Teichs 1912 gekauft hatte und durch die Oberförsterei verpachten ließ, begann erneut das Bestreben nach wirtschaftlicher Nutzung. Nach Verbesserungen im Wege-, Graben- und Brückenbau und größeren Anpflanzungen erwähnte die Oberförsterei gegenüber dem Landtagsausschuss, dass der Publikumsverkehr erheblich zugenommen habe, das Alte Fischhaus auf dem Ostdamm sei in einem schlechten Zustand und soll nun in ein Forst- und Jagdhaus umgebaut werden. Zudem wurde eine Schutzhütte für Spaziergänger und die Anschaffung eines Kahns zu Jagd- und Forstzwecken angemahnt. Der Kostenvorschlag über 505 Mark wurde genehmigt und die geplanten Maßnahmen umgesetzt.
Das Staatsministerium forderte bereits Ende Mai 1913 weitere Maßnahmen zur Verschönerung des Landschaftsbildes am Siebleber Teich. Im Juni des gleichen Jahres brachte der amtierende Oberförster eine Menge von Vorschlägen ein, die die Sanierung des Teichs, insbesondere in der Nähe des Ostdamms, vorsahen. Mit 1.000 Mark einer Stiftung wurde ein Teil der Forderungen umgesetzt: (Wieder-)Herrichtung von Quellenfassung und Brunnenstube der Geierslache, Erneuerung der Eisenrohrleitung zum Teich (die man heute noch sieht), teilweise Aushebung des Teichs und Bau der Schutzhütte.
Der Erste Weltkrieg brachte die Arbeiten bis 1920 zum Erliegen, und auch bis 1930 wurde nicht viel an dem Objekt gearbeitet: die jährlichen Aufwendung werden mit 30 bis 50 Mark beziffert. Allerdings wurde 1917 ein sechsjähriger Pachtvertrag mit einem Pachtgeld von 80 Mark jährlich abgeschlossen. Dem Pächter, ein Fischzüchter, waren durchaus die Risiken bewusst, die er einging: schlechte wirtschaftliche Lage gegen Ende des Kriegs, Risiken der Austrocknung des Teiches in heißen Sommern und des Durchfrierens in kalten Wintern sowie mangelnde Entwässerungsmöglichkeit, was das Abfischen erschwert. Es ist nicht bekannt, ob er Erfolg hatte.
1935 führte das Thüringer Forsteinrichtungsamt eine Teichwertberechnung durch, die als Ergebnis der Holzungen am Siebleber Teich einen Wert von 14.293 Reichsmark ergab; hinzu kamen noch die Werte des Teichhauses sowie der Wasser- und Schilfflächen, so dass ein Gesamtbetrag von 18.913 Reichsmark errechnet wurde.
In der Zeit vor, während und nach dem Zweiten Weltkrieg zeigten sich nur ein paar Angler am Teich. Die letzte gültige Angelerlaubnis stammt aus dem Jahre 1973 und wurde dem VEB Binnenfischerei Gotha erteilt, dessen damaliger Oberfischmeister heute noch eine Forellenzucht in Gotha betreibt. Das Uferbetretungsrecht beschränkte sich jedoch nur auf den Ostdamm, wobei die Bedingungen der Naturschutzverwaltung einzuhalten waren. Später wurde der Vertrag im Interesse des Naturschutzes wieder gekündigt, wobei auch mangelnde Erträge und ungünstige Bedingungen angeführt wurden.

## Heutige Nutzung und Sanierungspläne

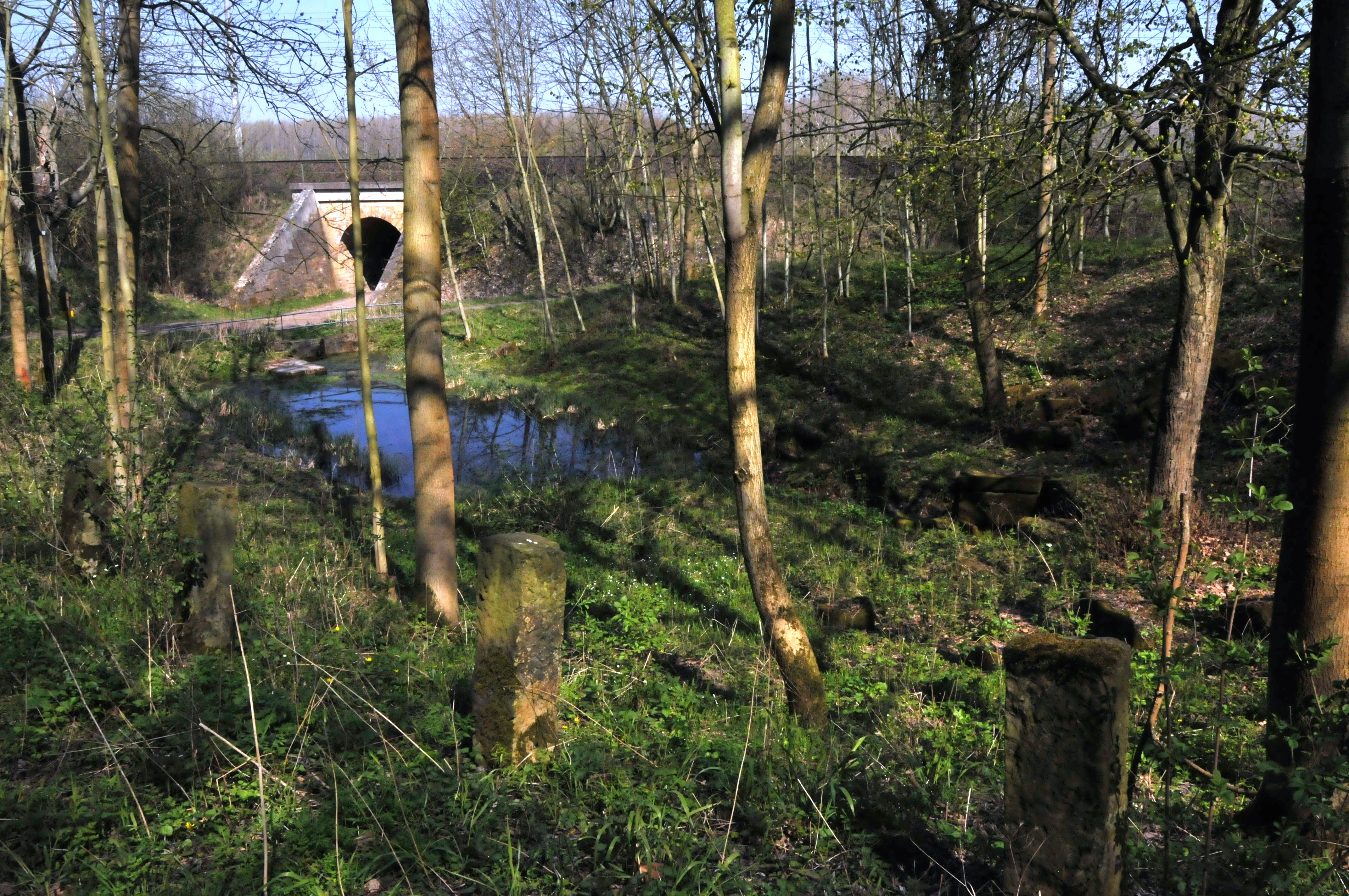
Geierslache

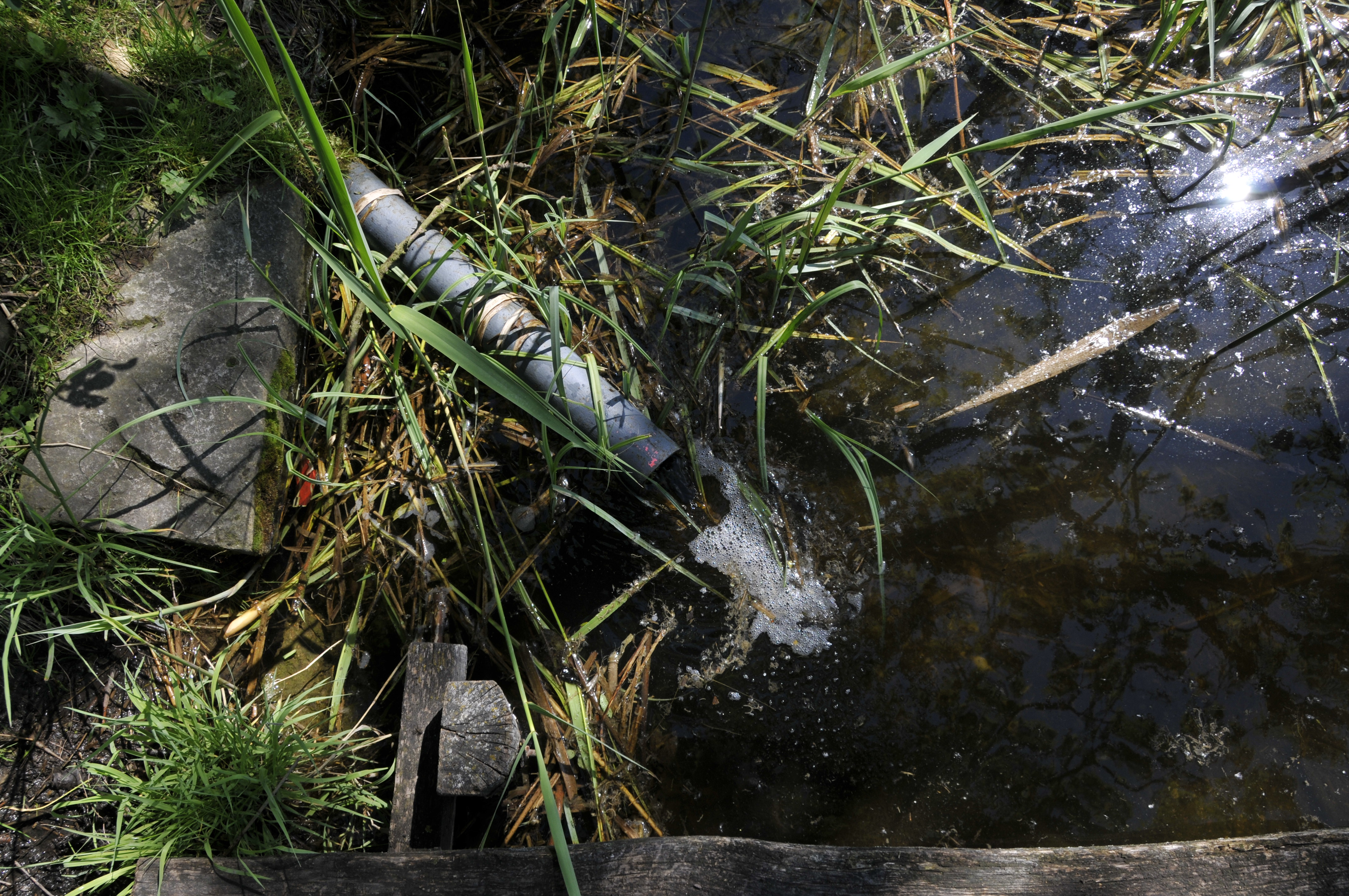
Zulauf aus der Geierslache

Zuletzt wurde 2005 zur Ermittlung des Fischbestandes eine Kontrollabfischung durchgeführt, die 50 kg Fisch zutage brachte: Rotfedern und Rotaugen zu 60 %, Goldfische und Karauschen zu 40 %. Hieraus ergibt sich einmal wieder, dass der Siebleber Teich als Fischteich wirtschaftlich nicht zu nutzen ist, solange die bekannten Mängel bestehen: Nahrungsmangel, zu kleine Wasserfläche, Wasser nicht ablassbar, zu hoher Zelluloseanteil. Auch die Tatsache, dass genau dort (am Ostdamm), wo die Angler tätig werden möchten, auch die Spaziergänger und Erholungssuchenden mit Kindern und Hunden lustwandeln, spricht gegen die Nutzung des Gewässers als Angelteich. Andererseits spricht viel dafür, das Gebiet als Naturschutzgebiet unberührt zu erhalten.
Unabhängig von den Wünschen der Angler besteht jedoch fortwährend Bedarf an Frischwasser in ausreichender Menge und Güte. Der derzeit einzige Zufluss ist der aus der Geierslache mit etwa knapp 30 m³/Tag mit abnehmender Tendenz. Das genügt nicht, um den Verlust durch Verdunstung und pflanzlichen Wasserverbrauch, Versickerung durch sinkenden Grundwasserspiegel, undichten Ostdamm und andere Gründe auszugleichen.
Heute bestehen verschiedene Pläne, die Missstände zu beseitigen. Durch die Umsetzung der Vorhaben würde die Frischwasserzufuhr mindestens auf das Dreifache steigen:
- Umleitung des Wassers aus dem Schmiedebrunnen mit täglich etwa 57 m³ und Einleitung in die Geierslache. Einst benötigte Siebleben dieses Wasser zur Speisung des Laufbrunnens in der Oberstraße; dieser wird jedoch inzwischen von einer Zisterne versorgt.
- Reduzierung der Wasserverdunstung durch Beseitigung der Weidendämme
- Entforstung der undichten Wasserseite des Ostdamms mit komplett neuer Abdichtung durch eine Tonschürze
- Vermeidung der Einleitung von Schwebstoffen aus dem offenen Zuflussabschnitt aus der Geierslache durch 100 m eher einsetzende Verrohrung

Leider fehlt derzeit zur Realisierung dieser Pläne das nötige Geld.
Der hohe Schilfbestand bildet ein weiteres Problem: Wenn der Ausbreitung des Schilfs nicht entgegengewirkt wird, wird der Teich mehr und mehr verlanden und letztlich austrocknen. Vergangene Generationen versuchten bereits viermal erfolglos, den Teich trocken zu legen, das Schilf zu entfernen und ihn zu bewirtschaften. Heute würde ein solcher Eingriff aus naturschutzrechtlichen Gründen nicht realisiert werden. Verbleibende Lösungsmöglichkeit ist der behutsame Rückschnitt außerhalb der Brutzeiten der Vögel und im Winter, auch die Entfernung der Wurzelrhizome. Allerdings müssen die Arbeiten alljährlich wiederholt werden, dann jedoch mit deutlich geringerem Aufwand. Weil Schilf, auch abgeerntet, Wasser speichert, also keimfähig bleibt, ist es sorgsam und fachmännisch zu entsorgen.

## Wege zum Teich
- Von Gotha kommend:

- Ab Straße Am Seeberg bei der Europabrücke Weg südlich des Bahnkörpers bis zur Geierslache (3,5 km), dann durch den Tunnel Richtung Norden bis zur Südspitze des Ostdamms (0,4 km), wo der Geierslache-Graben in das NSG mündet (Südost-Ecke). (Gesamt: 3,9 km)
- Weg südlich des Mönchhofs/Mönchparks entlang der Rot, Sportplatz links liegen lassen, bis zum Eingang des NSG (Südwest-Ecke) (1,4 km, PKW-tauglich bei Trockenheit)
- Weg südlich des Mönchhofs/Mönchparks entlang der Rot, Sportplatz rechts liegen lassen, bis zum Eingang des NSG (Nordost-Ecke), vorbei an Blockhütte bis zum Teich (2,1 km) (empfohlener Rückweg: Variante 2)
- Landstraße von Siebleben (B 7), auf der K 2 vorbei an den Autohäusern, nach 1,1 km (ab B 7) rechts ab in den Feldweg, vorbei an der Blockhütte direkt zum See (Ostdamm) (gesamt 1,55 km, PKW-tauglich bis Abzweig in den Feldweg)

- Von Seebergen kommend:

- Ab Bahnbrücke Seebergen auf der K 2 nach 1,7 km links ab in den Feldweg, vorbei an Blockhütte direkt zum See (Ostdamm) (gesamt 2,1 km, PKW-tauglich bis Abzweig in den Feldweg)
- Ab Bahnbrücke Seebergen Weg südlich des Bahnkörpers bis zur Geierslache (1,6 km), dann durch den Tunnel Richtung Norden bis zur Südspitze des Ostdamms (0,4 km), wo der Geierslache-Graben in das NSG mündet (Südost-Ecke). (Gesamt: 2,0 km, PKW-tauglich bei Trockenheit)

## ArbeitsgruppeSiebleber Teich
Um die Belange und die Bedürfnisse des Teichs zu untersuchen, für die Probleme Lösungen zu finden, zu beraten und zu betreuen, hat sich eine Arbeitsgruppe gebildet, die sich aus Mitgliedern von verschiedenen Landes- und Gemeindeämtern, Naturschutzbehörden und Privatpersonen zusammensetzt. Hierzu gehört auch der Naturschützer Wolfgang Förster, der sich um viele Arbeiten zur Erhaltung der Sehenswürdigkeiten in der Region des Seebergs und des Siebleber Teichs verdient gemacht hat. Die Arbeitsgemeinschaft kommt regelmäßig zusammen und hat etliche Maßnahmen geplant, von denen bereits einige in Vorbereitung sind. Alle Maßnahmen sollen das NSG Siebleber Teich mit Flora und Fauna schützen und für die Nachwelt erhalten.